# Книга пророка Амоса

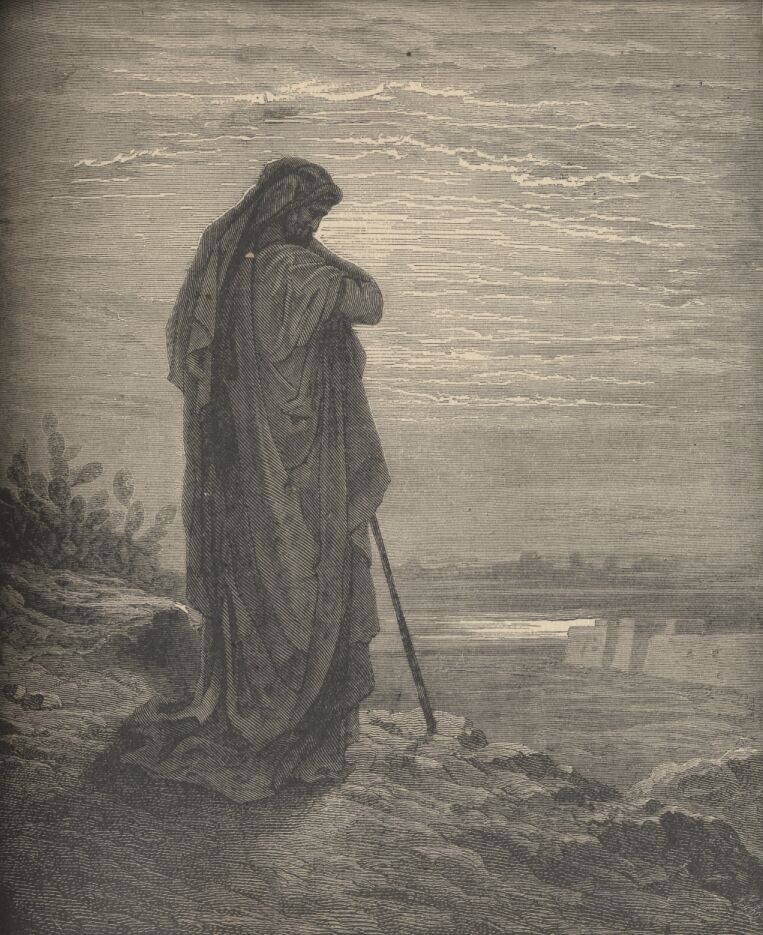
Гюстав Доре: Пророк Амос

Книга пророка Амоса — книга малих пророків Старого Завіту Біблії та до розділу Невіїм Танаху. У час загальної ейфорії та розвитку держави прозвучав суворий голос пророка з Юдеї. Пророк звинувачує мешканців Самарії у поверхневості релігійного життя, несправедливості, недосконалості суспільства, яке збагачує можновладців і знищує вбогих. У часи небувалої кон'юнктури й безпринципності він пророкує кари та лиха: «.. готуйсь Ізраїле стрічати Бога твого» (Ам. 4:12). Серед гріхів Ізраїля пророк перелічує продажність судів, утиск убогих, сакральну проституцію та несправедливу лихву (Ам. 5:6-24). У шерензі грішних народів і царство Юдеї, яке своїм ідолопоклонством заслужило на гнів Бога. У 722 р. до н. е., близько через 30 років після пророкування  Ізраїль та Самарія  був зруйновані Шаррукіном II та більша частина їх населення  була захоплена в полон і вивезена.

## Автор та час написання
Амос був пастух та доглядачем сикомор з Текої (Ам. 1:1, Ам. 7:10-14). Текої — місто за 8 км на північний схід від Вифлеєму, що знаходилось на висоті 850 м над рівнем моря. Амос був покликаний Господом від своїх стад, для того щоб йти в сусідню державу і звернутися з пророцтвом проти його еліти, що він з мужністю і виконує. Пророцтва Амоса належать до часу правління ізраїльського царя Єровоама II (Єровоама бен Йоаша) і Уззії царя Юдеї, коли обидва царства досягли вершини процвітання. Він був старшим сучасником Осії. Найімовірніше його діяльність припадає на осінь 750 або 749 рр. до н. е. В цей час Ассирія вела війни з сирійцями, що значно зменшило загрозу Північному царству з боку Дамаску. В цей час воно майже досягло кордонів часів Давида. Крім того, пророкування здійснювалося за два роки до великого землетрусу, який згадували і через 200 років.

## Зміст
Книга складається із трьох частин.
Перша і друга глави першої частини книги присвячені передрікання землетрусу і Божої кари для всіх близькосхідних народів, а потім безпосередньо для Юдеї та Ізраїлю, за моральний розклад, за злочини їх правителів.
Друга частина книги (розділи 3-6) присвячена безпосередньо гріхам Ізраїлю. Основні звинувачення в даному уривку — це соціальна справедливість і утиск бідних (Ам. 2:6-8, Ам. 3:10, Ам. 4:1-3), які розглядається як порушення завіту з Богом, Його заповідей.
У Ам. 5:4-5 Амос звертається до релігійної практики ізраїльтян — релігійність без відданості заповідям і закону неугодна Богу. Це знаходить своє відображення у Ам. 5:21-27, де Господь відкидає ритуали і жертвопринесення, які не супроводжуються виконанням Його заповідей і перш за все, правильного судочинства. У зв'язку з цим День Господній всіма очікуваний з надією обернеться темрявою, а не світлом Ам. 5:18-20. Яким чином можна уникнути покарання, пророком пояснюється там же Ам. 5:4-7, Ам. 5:14-15: «Шукайте добра, а не зла, щоб вам жити, і буде із вами Господь, Бог Саваот, так, як кажете ви».
Остання, третя частина книги Амоса, глави 7-9, найчастіше називаються Книгою Видінь чи Візій. Пророк бачить наступні  візії: перші дві: сарана, що нищить врожай (Ам. 7:1-3) та  вогонь (Ам. 7:4-6) — пророк просить Бога змилуватися і це приносить порятунок. Третя візія — повіс (Ам. 7:7-9), яким Бог здається досліджує чи падіння мурів Єрусалиму є неминучим — символ зростаючої люті Бога. Тут пророк не наважується втрутитися і це для народу є поганим пророцтвом для майбутнього. Четверта візія — кошик зі стиглими плодами (Ам. 8:1-3) — символ часів повністю дозрілих для приходу Божого Суду (Ам. 8:1-14).
В останньому розділі Амос приводить останнє видіння — Господь, що стоїть над жертовником (Ам. 9:1-4). У цьому розділі підкреслюється рівність перед Богом усіх народів (Ам. 9:7). Ним провіщається відновлення Царства Давида і проповідь слова Божого серед усіх народів.